# Olle Ek
Olle Ek, född Johan Olof Johansson 20 december 1899 i Örebro, död 8 november 1977 i Oscars församling i Stockholm, var en svensk skådespelare.
Ek var under 1930-talet engagerad vid Allan Rydings teatersällskap, som turnerade i landsorten.

## Filmografi
- 1926 – Farbror Frans
- 1939 – Landstormens lilla Lotta
- 1940 – Stål
- 1941 – Landstormens lilla argbigga
- 1941 – Fröken Vildkatt
- 1941 – Gentlemannagangstern
- 1942 – Sexlingar
- 1942 – Tre glada tokar
- 1942 – Man glömmer ingenting
- 1943 – Natt i hamn
- 1943 – Katrina
- 1949 – Svenske ryttaren
- 1949 – Kronblom kommer till stan
- 1949 – Hur tokigt som helst
- 1966 – Myglaren

## Teater

### Roller
| År   | Roll              | Produktion                                                         | Regi             | Teater                  |
| ---- | ----------------- | ------------------------------------------------------------------ | ---------------- | ----------------------- |
| 1937 | Elis              | Påsk August Strindberg                                             | Johan Falck      | Vasateatern             |
| 1940 | Lucia             | Grå gryning (Winterset) Maxwell Anderson                           | Per-Axel Branner | Nya Teatern             |
| 1949 |                   | Som ni behagar William Shakespeare                                 | Rune Carlsten    | Skansens friluftsteater |
| 1950 |                   | Tio små niggerpojkar Agatha Christie                               | Börje Mellvig    | Folkparksturné          |
| 1955 |                   | Markurells i Wadköping Hjalmar Bergman                             | Sandro Malmquist | Skansens friluftsteater |
| 1956 | Bankdirektören    | Den skandalösa historien om Mr Kettle och Mrs Moon J. B. Priestley | Per-Axel Branner | Alléteatern             |
| 1957 |                   | Ont blod (The Bad Seed) Maxwell Anderson                           | Per-Axel Branner | Alléteatern             |
| 1958 |                   | Vid skilda bord Terence Rattigan                                   | Per-Axel Branner | Riksteatern             |
| 1958 | Jepichodov        | Körsbärsträdgården Anton Tjechov                                   | Sandro Malmquist | Riksteatern             |
| 1962 | Förste främlingen | Resan (Le voyage) Georges Schehadé                                 | Alf Sjöberg      | Dramaten                |
| 1963 | Patern            | Ställföreträdaren Rolf Hochhuth                                    | Stig Torsslow    | Dramaten                |
| 1963 | Fjärde gästen     | Svejk i andra världskriget Bertolt Brecht                          | Alf Sjöberg      | Dramaten                |
| 1963 | En fångvaktare    | Tiggarens opera John Gay                                           | Per-Axel Branner | Dramaten                |
| 1964 | En annan flykting | Tre knivar från Wei Harry Martinson                                | Ingmar Bergman   | Dramaten                |
| 1965 | Marskalken        | Yvonne, prinsessa av Bourgogne Witold Gombrowicz                   | Alf Sjöberg      | Dramaten                |
| 1966 | Medverkande       | I afton improviserar vi Luigi Pirandello                           | Mimi Pollak      | Dramaten                |

### Fotnoter
1. ↑  ”Olle Ek”. Svensk Filmdatabas. http://www.sfi.se/sv/svensk-filmdatabas/Item/?type=PERSON&itemid=58868&ref=%2ftemplates%2fSwedishFilmSearchResult.aspx%3fid%3d1225%26epslanguage%3dsv%26searchword%3dolle+ek%26type%3dPerson%26match%3dBegin%26page%3d1%26prom%3dFalse. Läst 5 mars 2013.
2. ↑  ”sökning: "olle ek" "ryding"”. Dagens Nyheter. https://arkivet.dn.se/sok?q=%22olle%20ek%22%20%22ryding%22&from=1864-12-23&sort=newest&to=1940-01-01. Läst 2 februari 2023.
3. ↑  ”Påsk”. Musikverket. http://calmview.musikverk.se/CalmView/Record.aspx?src=CalmView.Performance&id=PERF14231&pos=400. Läst 30 april 2016.
4. ↑  ”Grå gryning”. Musik- och Teaterbiblioteket. https://calmview.musikverk.se/CalmView/Record.aspx?src=CalmView.Performance&id=PERF13900&pos=777. Läst 3 mars 2025.
5. 1 2  ”Skansenteatern”. Leopolds antikvariat. Arkiverad från originalet den 28 mars 2016. https://web.archive.org/web/20160328020221/http://www.abm.se/leopolds/Skansenteatern.html. Läst 19 mars 2016.
6. ↑  ”Teater Musik Film: Två folkparkspremiärer”. Dagens Nyheter:  s. 9. 2 juni 1950. Arkiverad från originalet den 25 september 2017. https://web.archive.org/web/20170925101447/https://cached-images.bonnier.news/swift/kb-archive-dn-web/helbild-dagens-nyheter-fredag-2-juni-1950-sida-9_1950.jpeg. Läst 27 november 2021.
7. ↑  ”Den skandalösa historien om Mr Kettle och Mrs Moon”. Dagens Nyheter:  s. 14. 17 november 1956. http://arkivet.dn.se/arkivet/tidning/1956-11-17/313/14. Läst 18 januari 2016.
8. ↑  ”Tidningsnotis”. Dagens Nyheter:  s. 16. 4 april 1957. https://arkivet.dn.se/tidning/1957-04-04/93/16. Läst 27 december 2021.
9. ↑  ”Lope de Vega, Ibsen och  Rattigan spelas under Riksteaterns vårsäsong”. Dagens Nyheter:  s. 12. 4 januari 1958. https://arkivet.dn.se/tidning/1958-01-04/3/12. Läst 26 maj 2018.
10. ↑  S B-l (20 september 1958). ”Två Riksteaterpremiärer”. Dagens Nyheter:  s. 14. https://arkivet.dn.se/tidning/1958-09-20/255/14. Läst 26 maj 2018.
11. ↑  ”Tre knivar från Wei”. Stiftelsen Ingmar Bergman. http://ingmarbergman.se/verk/tre-knivar-från-wei. Läst 21 oktober 2015.